# Tumi Sighvatsson yngri
Tumi Sighvatsson yngri (1222 – 1244) fue un caudillo medieval de Islandia que tuvo un papel relevante durante la guerra civil islandesa, episodio histórico conocido como Sturlungaöld. Hijo de Sighvatur Sturluson y Halldóra Tumadóttir, y por lo tanto hermano de Tumi Sighvatsson eldri de quien tomó su nombre ya que murió antes de que él naciera.
Tumi fue el guerrero más joven que participó en la batalla de Örlygsstaðir (1238) junto a su padre y cinco hermanos y el único que atravesó el paso de Miðsitjuskarð sobre Örlyg para llegar a Eyjafjarðar. Tras la derrota de sus partidarios parece que Kolbeinn ungi Arnórsson no consideró prioritario perseguirle en su huida. En 1242 se unió a Þórður kakali Sighvatsson para luchar a su lado en Flóabardagi. En primavera de 1244 Kolbeinn consiguió capturarle, pese a que pidió clemencia lo ejecutó el 19 de abril argumentando que merecía la misma paz que sus hermanos habían recibido en Örlygsstaðir.
Tumi casó con Þuríði, hija de Ormur Jónsson Breiðbælingur, con quien tuvo un hijo llamado Sighvat.